# Aleksandrs Samoilovs
Aleksandrs Samoilovs, född 6 april 1985 i Riga i Lettland, är en beachvolleyspelare.
Han har tillsammans med Jānis Šmēdiņš vunnit FIVB Beach Volleyball World Tour tre gånger (2013, 2014 och 2016). De har också vunnit EM en gång (2015) och kommit tvåa fyra gånger (2013, 2014, 2017 och 2018). Samoilovs deltog i OS 2008 tillsammans med Mārtiņš Pļaviņš och OS 2012 tillsammans med Ruslans Sorokins. I bägge fallen åkte de ut i åttondelsfinalen.